# Walter Brown Memorial 1964
Walter Brown Memorial  byl turnaj v ledním hokeji, který se konal od 26. do 31. prosince 1964 v Colorado Springs. Turnaje se zúčastnila tři mužstva, která se utkala dvoukolově systémem každý s každým.

## Výsledky a tabulka
|    |        | URS | TCH | CAN | V | R | P | Skóre | B |
| 1. | SSSR   | *** | 8:2 | 5:3 | 3 | 0 | 1 | 23:15 | 6 |
| 2. | ČSSR   | 5:3 | *** | 4:3 | 2 | 1 | 1 | 14:17 | 5 |
| 3. | Kanada | 5:7 | 3:3 | *** | 0 | 1 | 3 | 14:19 | 1 |

 Československo –  SSSR 2:8  (0:3, 0:1, 2:4)
26. prosince 1964 – Colorado Springs

Branky Československa: 1:6 45. Jaroslav Holík, 2:8 53. Rudolf Potsch.

Branky SSSR: 0:1 1. Alexandr Almetov, 0:2 9. Anatolij Firsov, 0:3 18. Leonid Volkov, 0:4 26. Alexandr Almetov, 0:5 42. Venjamin Alexandrov, 0:6. 44. Konstantin Loktěv, 1:7 46. Konstantin Loktěv, 1:8 52př. Vladimir Jurzinov.  

Rozhodčí: Hal Trumble (USA), Reilly (USA)

Vyloučení: 9:8
ČSSR: Vladimír Dzurilla (44. Vladimír Nadrchal) – Rudolf Potsch, František Tikal, Jozef Čapla, Jaromír Meixner – František Ševčík, Golonka, Josef Černý – Stanislav Prýl, Václav Nedomanský, Jaroslav Jiřík (41. Miroslav Vlach) – Jan Klapáč, Jaroslav Holík, Jiří Holík. 		
SSSR: Viktor Konovalenko – Alexandr Ragulin, Eduard Ivanov, Viktor Kuzkin, Vitalij Davydov, Oleg Zajcev – Konstantin Loktěv, Venjamin Alexandrov, Alexandr Almetov – Anatolij Firsov, Vladimir Jurzinov, Jurij Paramoškin – Jurij Volkov, Viktor Jakušev, Leonid Volkov.
 SSSR –  Kanada 5:3 (2:0, 1:2, 2:1)
27. prosince 1964 - Colorado Springs

Branky SSSR: 1:0 3. Venjamin Alexandrov, 2:0 17. Jurij Volkov, 3:1 24. Vjačeslav Staršinov, 4:2 48. Jurij Volkov, 5:2 58. Vladimir Jurzinov.

Branky Kanady: 2:1 21. Gary Dineen, 3:2 32. Marshall Johnson, 5:3 58. Ross Parke.

Rozhodčí: Reilly (USA), Andy Gambucci (USA)

Vyloučení: 6:6
SSSR: Viktor Konovalenko – Vitalij Davydov, Eduard Ivanov, Viktor Kuzkin, Alexandr Ragulin – Venjamin Alexandrov, Alexandr Almetov, Konstantin Loktěv – Jevgenij Majorov, Vjačeslav Staršinov, Boris Majorov – Stanislav Petuchov, Vladimir Jurzinov, Jurij Volkov – Oleg Zajcev. 
Kanada: Ken Broderick - Terry O'Malley, Gary Begg,Tomlin, Bernie Grebinski - Roger Bourbonnais, Gary Aldcorn, Marshall Johnson - Reginald Abbot, Ross Parke, Elliott Chorley - Gary Dineen, John McKenzie, Barry McKenzie.
 Československo –  Kanada 4:3 (1:0, 3:1, 0:2)
28. prosince 1964 - Colorado Springs

Branky Československa: 1:0 9:34 Jaroslav Jiřík, 2:0 23:43 Jan Klapáč, 3:0 24:34 Jozef Golonka, 4:0 30:32 Jiří Holík.

Branky Kanady:  4:1 32:20 Reginald Abbott, 4:2 41:38 Ross Parke, 4:3 42:59 Gary Dineen.

Rozhodčí: Andy Gambucci (USA), Hal Trumble (USA)

Vyloučení: 7:6
ČSSR: Vladimír Nadrchal – Gregor, František Tikal, Jozef Čapla, Jan Suchý – Ivan Grandtner, Václav Nedomanský, Miroslav Vlach - Jan Klapáč, Jaroslav Holík, Jiří Holík – František Ševčík, Zdeněk Kepák, Jaroslav Jiřík – Jozef Golonka.
Kanada: Ken Broderick - Terry O'Malley, Gary Begg, Barry McKenzie, Paul Conlin - Roger Bourbonnais, Gary Aldcorn, Marshall Johnson - Reginald Abbot, Ross Parke, Elliott Chorley - Gary Dineen, Grant Moore, John McKenzie – John Russell.
 Československo –  SSSR 5:3 (2:1, 2:2 ,1:0)
29. prosince 1964 - Colorado Springs

Branky Československa: 1:0 0:21 Václav Nedomanský, 2:0 16. Václav Nedomanský, 3:1 21. Ivan Grandtner, 4:1 25. Golonka, 5:3 56. Josef Černý.

Branky SSSR: 2:1 20. Anatolij Firsov, 4:2 28.Alexandr Almetov, 4:3 32. Vjačeslav Staršinov. 

Rozhodčí: Reilly (USA), Hal Trumble (USA)

Vyloučení: 4:9 navíc Boris Majorov a Kuzkin na 10 minut.
ČSSR: Vladimír Nadrchal (32. Vladimír Dzurilla) - František Gregor, František Tikal, Jozef Čapla, Jan Suchý – Ivan Grandtner, Václav Nedomanský, Josef Černý - Jan Klapáč, Jaroslav Holík, Jiří Holík – František Ševčík, Zdeněk Kepák, Jaroslav Jiřík – Jozef Golonka.
SSSR: Viktor Konovalenko (Viktor Tolmačev) – Eduard Ivanov, Alexandr Ragulin, Viktor Kuzkin, Vitalij Davydov – Konstantin Loktěv, Venjamin Alexandrov, Alexandr Almetov – Jevgenij Majorov, Vjačeslav Staršinov, Boris Majorov – Jurij Volkov, Viktor Jakušev, Anatolij Firsov – Oleg Zajcev.
 SSSR –  Kanada 7:5 (3:3, 3:0, 1:2)
30. prosince 1964 - Colorado Springs

Branky SSSR: 1:2 6. Viktor Jakušev, 2:2 7. Leonid Volkov, 3:2 11. Vjačeslav Staršinov, 4:3 22. Anatolij Firsov, 5:3 29. Anatolij Firsov, 6:3 38. Stanislav Petuchov, 7:4 52. Venjamin Alexandrov.

Branky Kanady:  0:1 3. John McKenzie, 0:2 5. Roger Bourbonnais, 3:3 16. Reginald Abbott, 6:4 47. Reginald Abbott, 7:5 53. Gary Aldcorn.

Rozhodčí: Reilly (USA), Andy Gambucci (USA)

Vyloučení: 6:6 navíc Staršinov na 10 minut.
SSSR: Viktor Konovalenko – Eduard Ivanov, Alexandr Ragulin, Viktor Kuzkin, Vitalij Davydov – Jevgenij Majorov, Vjačeslav Staršinov, Alexandr Almetov – Anatolij Firsov, Leonid Volkov, Viktor Jakušev - Jurij Volkov, Vladimir Jurzinov, Stanislav Petuchov – Venjamin Alexandrov.
Kanada: Ken Broderick – Gary Begg, Terry O'Malley, Barry McKenzie, Paul Conlin - Reginald Abbot, Ross Parke, Elliott Chorley – Roger Bourbonnais, Gary Aldcorn, Marshall Johnson – Gary Dineen, John McKenzie, Moore – Bernie Grebinski.
 Československo –  Kanada 3:3 (3:0, 0:1, 0:2)
31. prosince 1964 - Colorado Springs

Branky Československa: 1:0 9. Jiří Holík, 2:0 16. Josef Černý, 3:0 18. Zdeněk Kepák.

Branky Kanady: 3:1 30. John McKenzie, 3:2 56. Gary Aldcorn, 3:3 60. Aggie Kukulowicz.

Rozhodčí: Andy Gambucci (USA), Hal Trumble (USA)

Vyloučení: 5:6
ČSSR: Vladimír Dzurilla – František Tikal, Rudolf Potsch, František Gregor, Jaromír Meixner - Ivan Grandtner, Václav Nedomanský, Josef Černý - Jan Klapáč, Jaroslav Holík, Jiří Holík – Miroslav Vlach, Zdeněk Kepák, Stanislav Prýl – Jozef Golonka.
Kanada: Ken Broderick – Gary Begg, Terry O'Malley, Barry McKenzie, Paul Conlin - Roger Bourbonnais, Gary Aldcorn, Marshall Johnson – John McKenzie, Reginald Abbot, Grant Moore – Aggie Kukulowicz, Ross Parke, Elliott Chorley – Bernie Grebinski.